# Saschlik

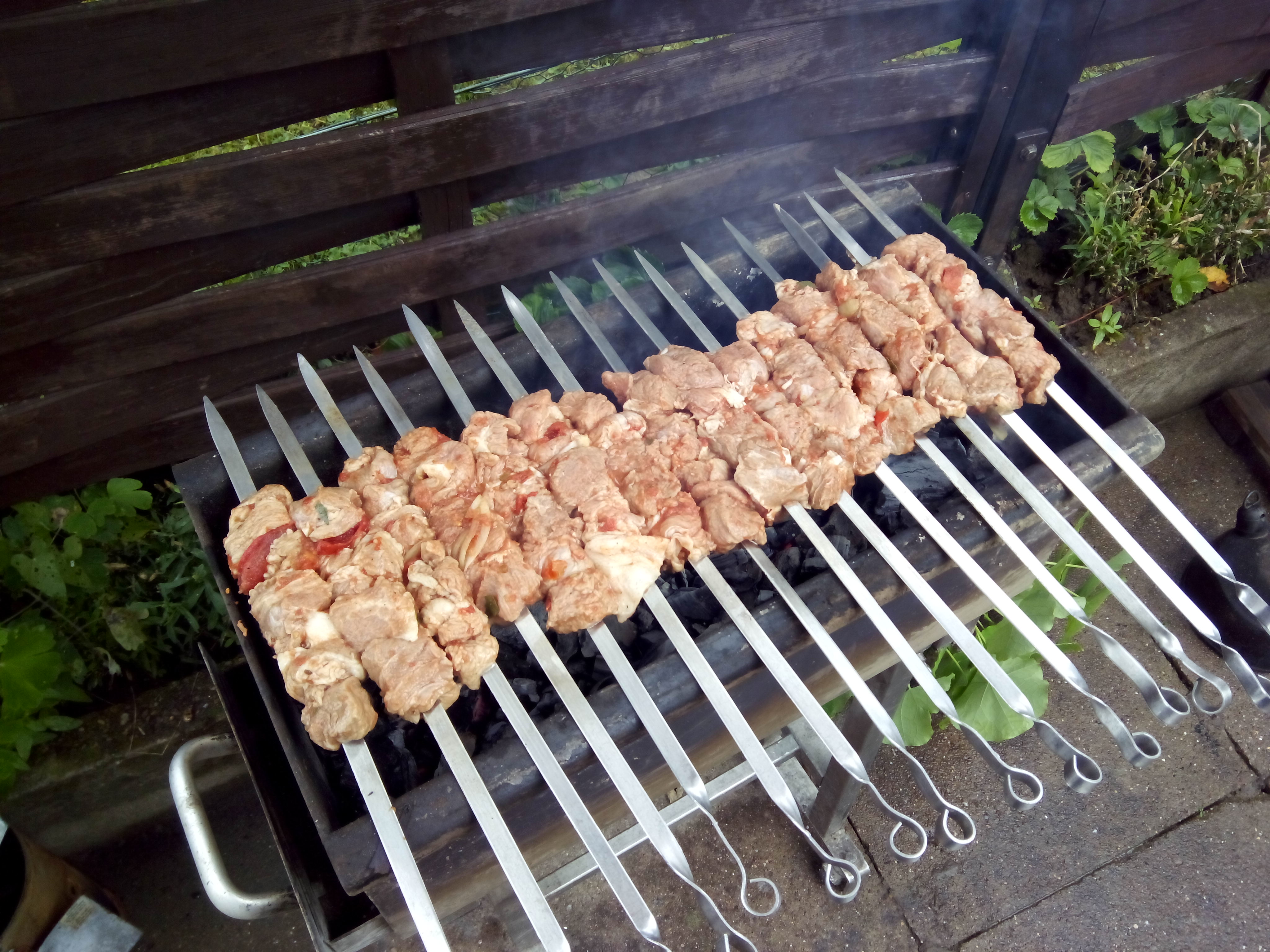
Sjasjlyk tillagat ute i naturen.

Sjasjlyk (ry: шашлык), tatariskt maträtt ursprungligen bestående av marinerat lammkött (numera allt slags kött samt grönsaker), halstrat på spett som serveras med ris och lök. Vanligt i hela före detta Sovjetunionen. Synonymt med grillspett.